# صراع الروبوتات

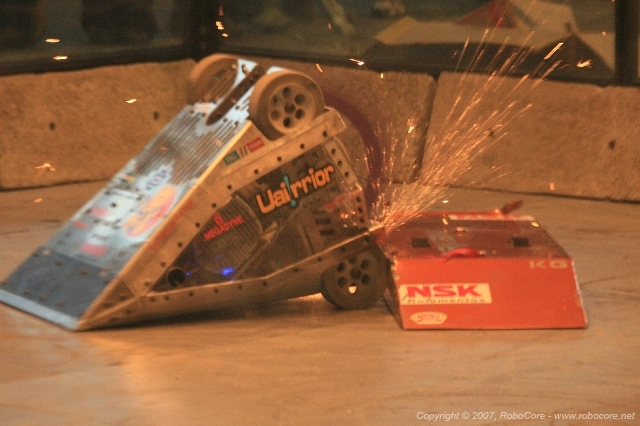
آليان يتقاتلان في منافسة RoboCore

صراع الروبوتات Robot combat هو نوع من أنواع المنافسات الآلية حيث يتقاتل فيها آلات مصممة خصيصا لهذا الغرض باستخدام طرق عديدة لتعطيل بعضها البعض. على الأغلب، فإن هذه الآلات يتم التحكم بها عن بعد وليست روبوتات مستقلة. 

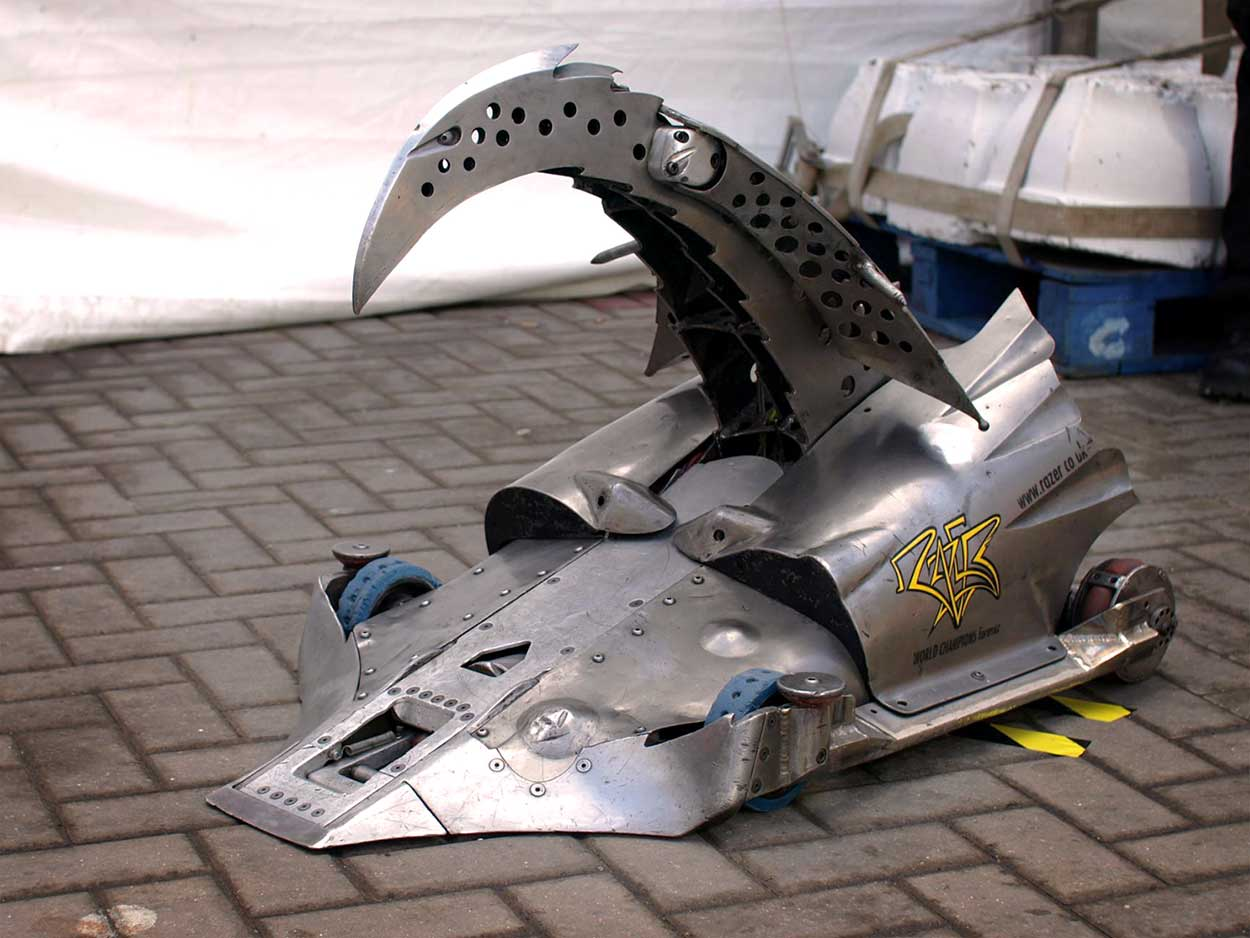
بطل العالم لمرتين في بطولة حرب الروبوتات Razer

منافسات صراعات الروبوت تم جعلها مسلسلات تلفزيونية، على سبيل المثال Robot Wars في المملكة المتحدة و Battlebots في الولايات المتحدة. تم بث هذه العروض في الأصل في أواخر التسعينيات إلى أوائل القرن الحادي والعشرين وشهدت انتعاشًا في منتصف عام 2010. بالإضافة إلى المنافسات المتلفزة، يتم تنظيم أحداث قتال روبوت أصغر للجمهور الحي مثل تلك التي تنظمها دوريات قتال الربوتات.
إن صناع هذه الروبوتات هم عمومًا هواة ويمكن أن يختلف تعقيد وتكلفة أجهزتهم بشكل كبير. تصنف الروبوتات القتالية لفئات أوزان مختلفه، حيث أن الروبتات الأثقل وزناً يمكنها أن تكون أكثر قوة وتدميرا من تلك الأخف وزناً. سلامة الصناع والمشاهدين والعاملين في الموقع هو أولوية قصوى. الحلبات التي تجري فيها الصراعات تحاط في العادة بزجاج مضاد للرصاص.
آلات المتنافسين تختلف في التصميم وفي خطط الفوز. تصاميم هذه الآلات يحتوي في الغالب على سلاح لمهاجمة الخصم، فمثلا, الفئوس والمطارق والقلابات والدوارات وغيرها. قنوانين المنافسات تحظر استخدام الأسلحة اللي تقوم على مبدأ المسدسات.

## القوانين
القتال بالروبوتات يشمل الروبوتات التي يتم التحكم فيها عن بعد, تُقاتل في ساحة خصصت لهذا الغرض. يتعرض الروبوت للهزيمة عندما يتم تعطيله، وذلك قد يكون نتيجة للأضرار التي تسبب بها الروبوت الآخر، أو عندما يتم دفعه إلى موقف لا يمكنه فيه القيادة (مثلا أن يعلق الروبوت بوضعيه لا تسمح لعجلاته بالإحتكاك بالأرض)، أو عند إخراجه من الساحة. عادة ما تكون هناك حدود زمنية للمباراة، وبعد انتهائها، إذا لم يكن هناك روبوت فائز، يقوم الحكم أو الحكام بتقييم الأداء لاتخاذ قرار بشأن الفائز.

### فئات الأوزان
شبهاً بالرياضات القتالية البشرية، يُجرى القتال بالروبوتات في فئات وزنية مع حدود قصوى حتى في أثقل الفئات. يمكن للروبوتات الأثقل تخزين وإنتاج طاقة أكبر وتتميز بدروع أقوى، وعمومًا أصعب وأكثر تكلفة للبناء.
تختلف تعريفات الفئات بين المسابقات. فمثلا, الفئة ثقيلة الوزن في الممكلة المتحدة تشترط حداً أعلى للوزن ب 120 كيلوغرام, وفي الولايات المتحدة الأمريكيه, يبلغ الحد الأقصى للوزن ما يعادل 113 كيلوجرام.

## معرض الصور

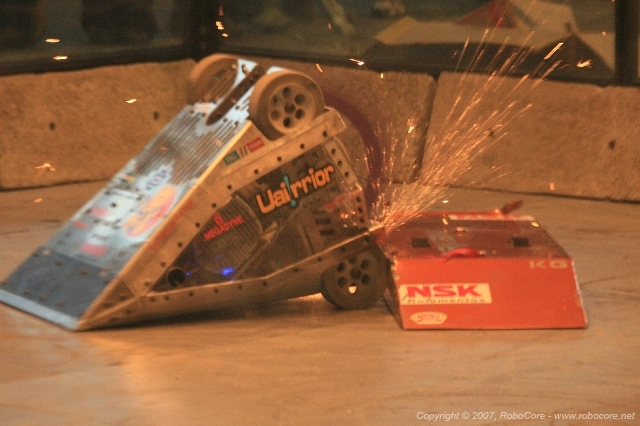
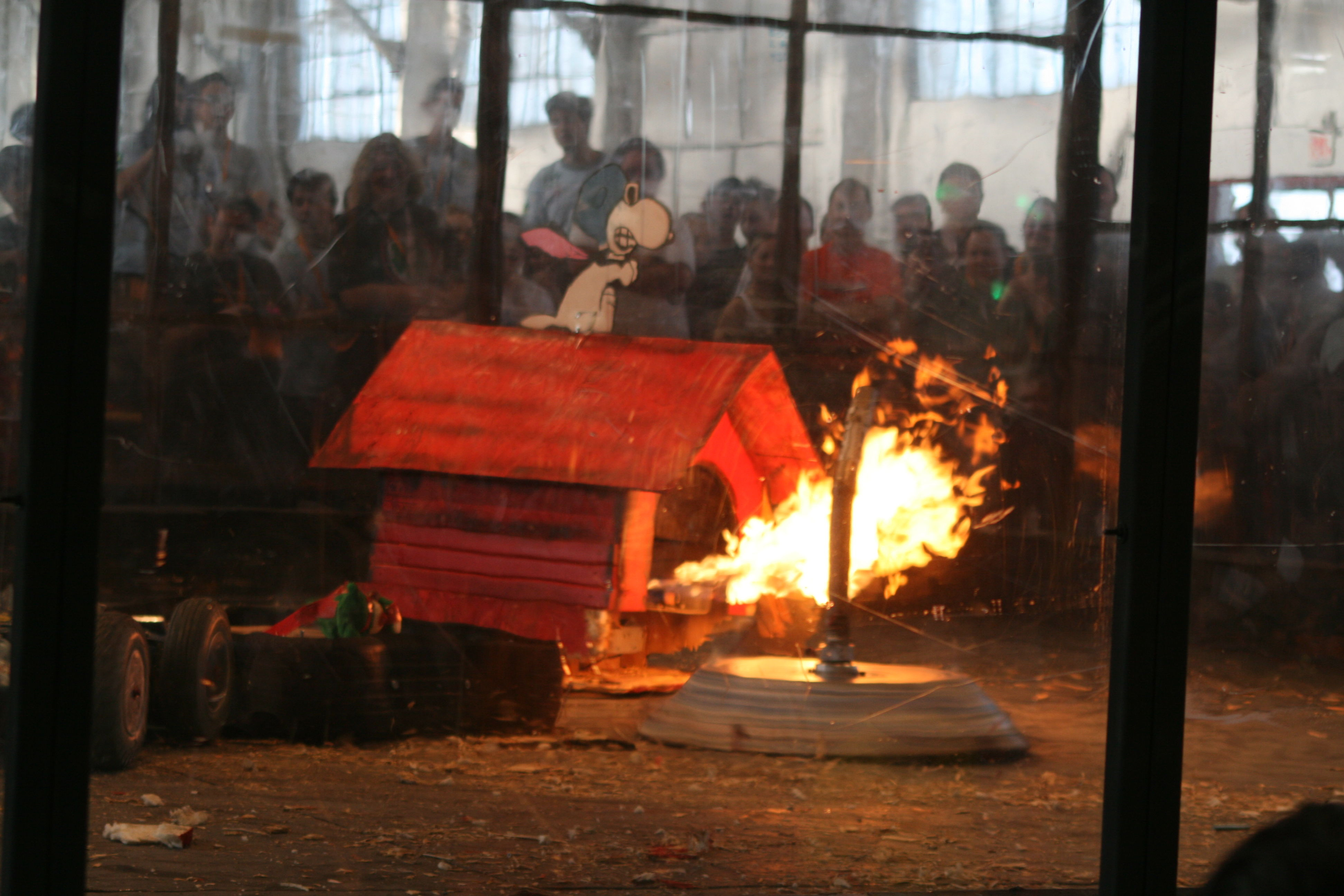
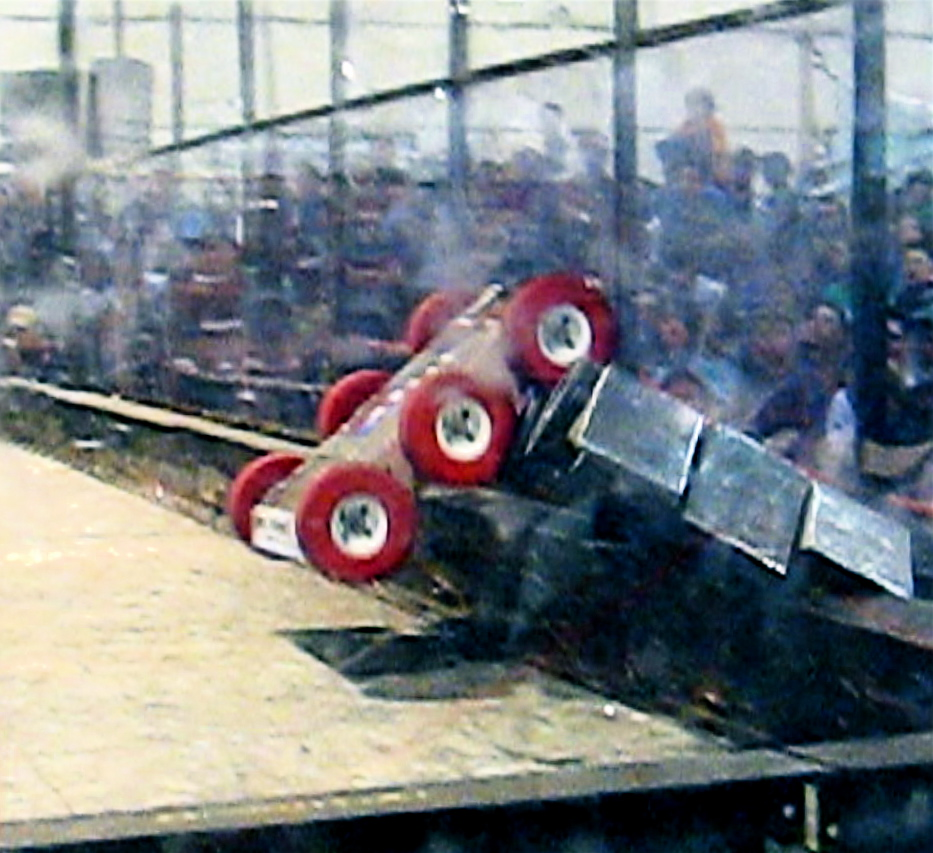
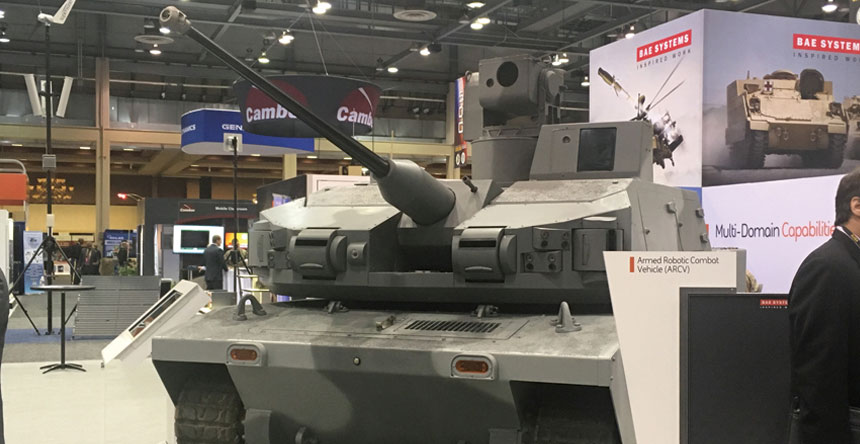
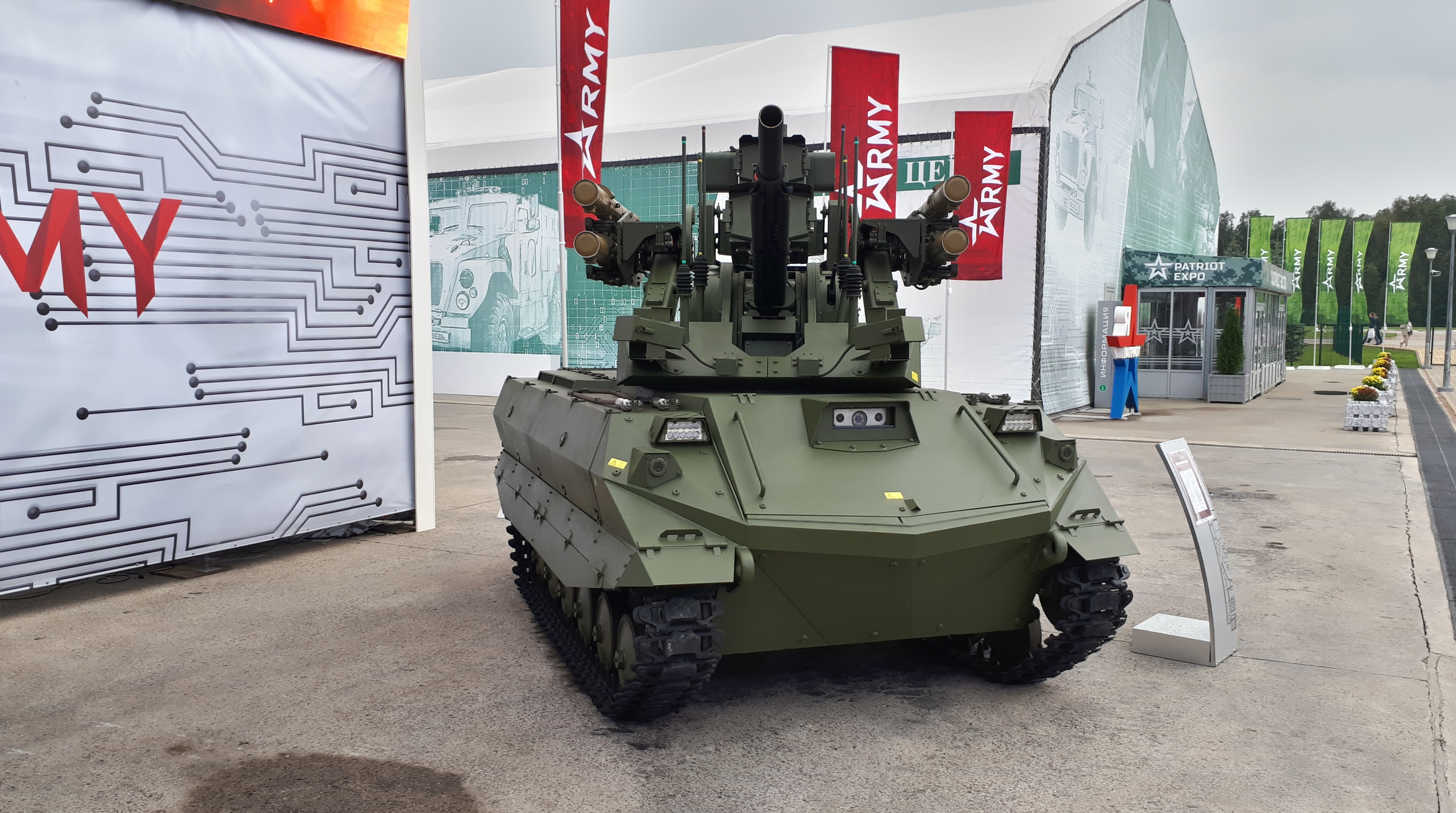
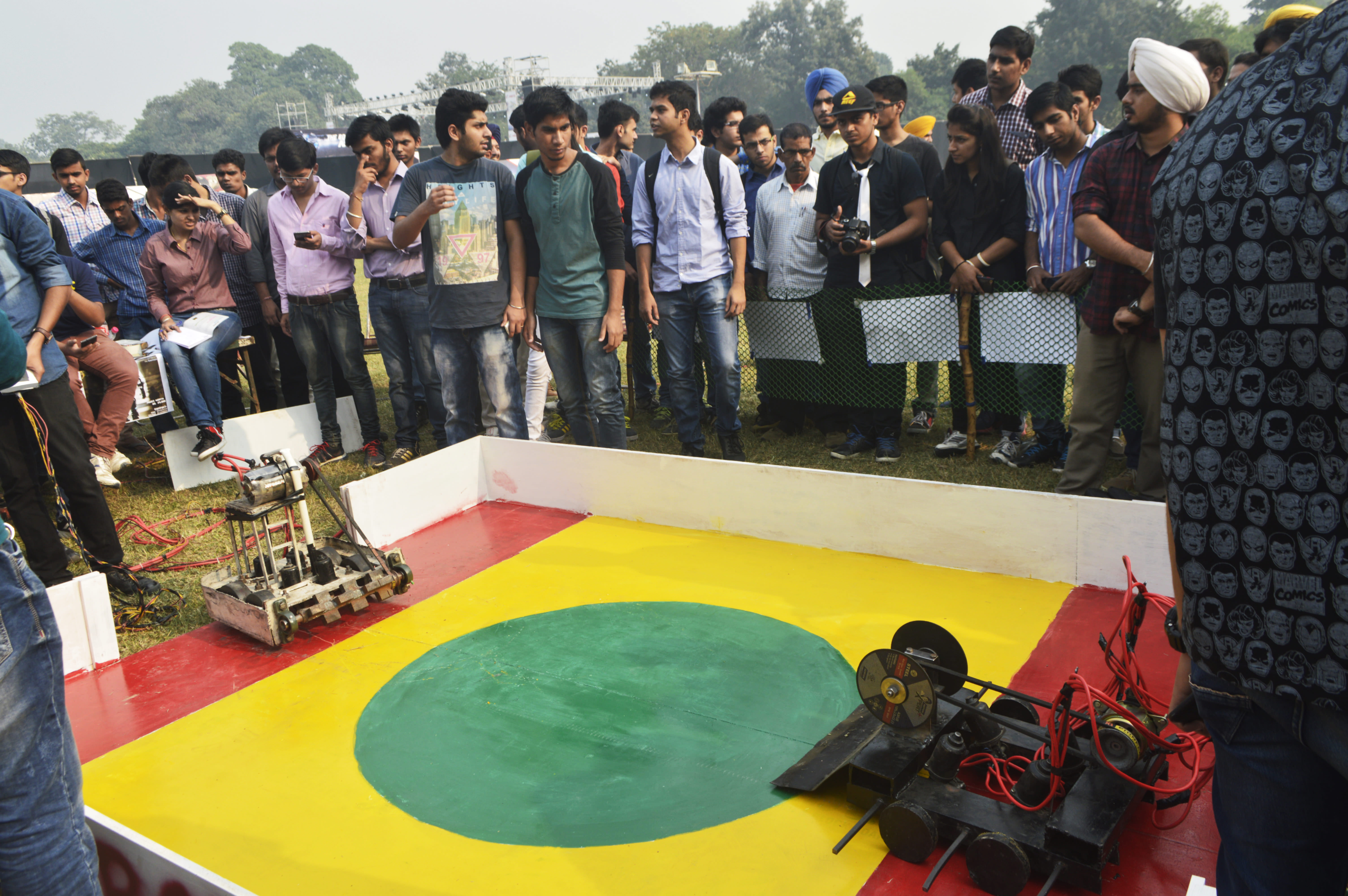
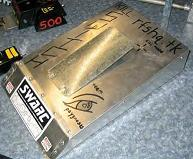
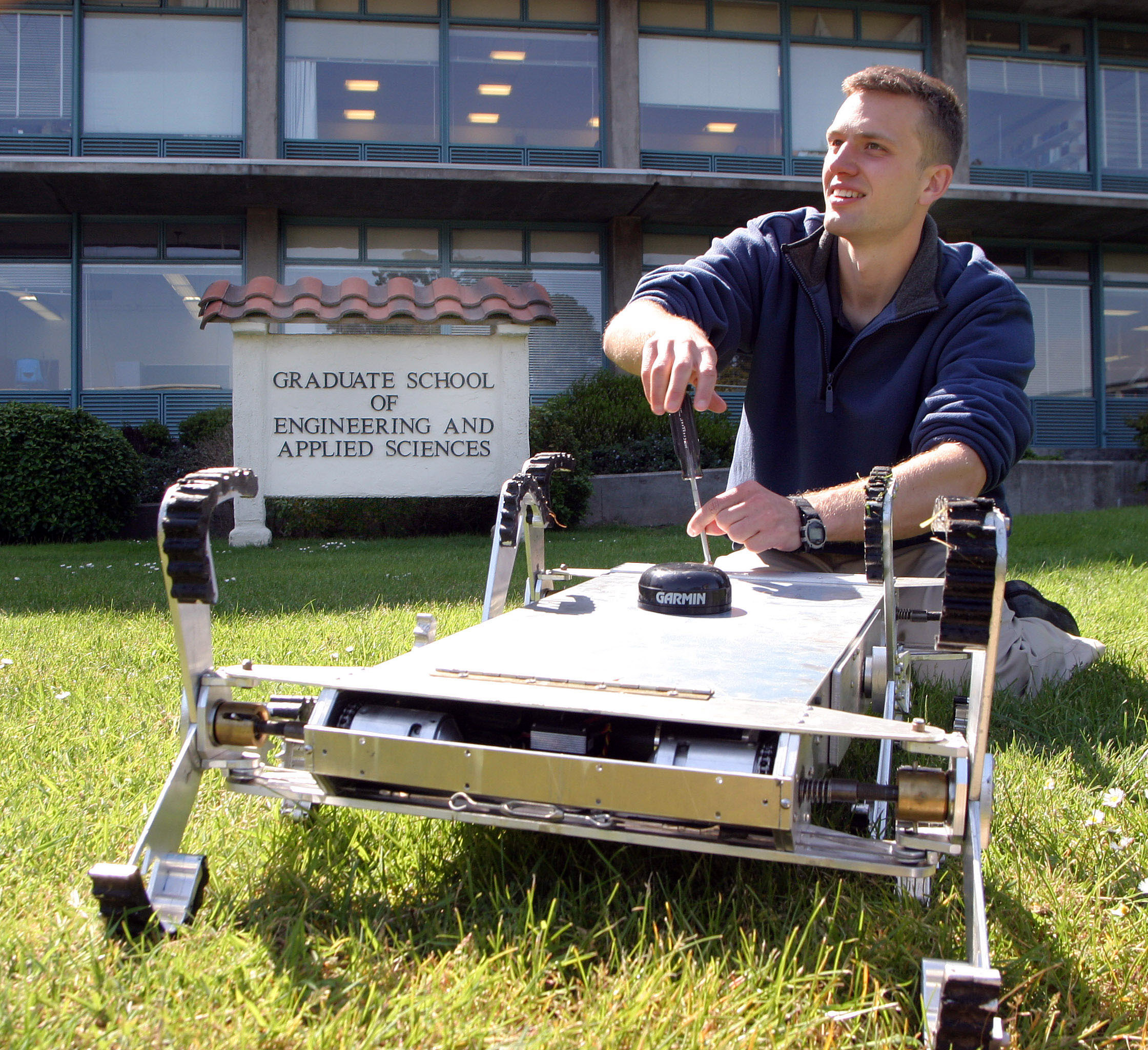